# Telepräsenzroboter

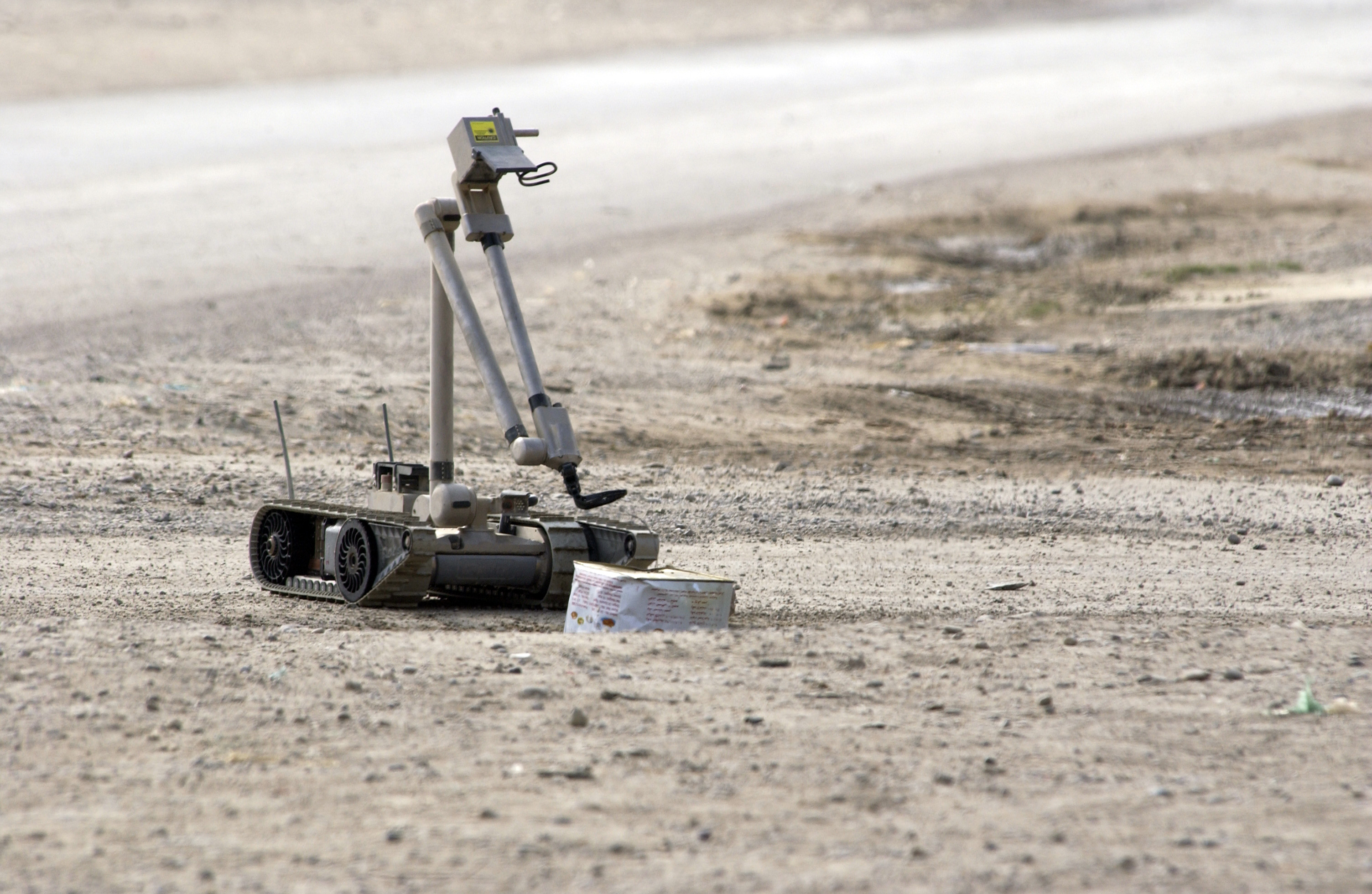
Aufklärungsroboter der US Army

Telepräsenzroboter sind ferngesteuerte Maschinen, die meist mit einer Webcam und einem Mikrofon ausgestattet sind. Sie unterscheiden sich von herkömmlichen steuerbaren Webcams darin, dass sie sich selbst z. B. auf kleinen Rädern über das Internet lenken und mit dem Umfeld interagieren lassen.

## Verbreitung
Ferngesteuerte Roboter sind vor allem im militärischen Bereich bereits weit verbreitet. Hier werden sie auch als Drohnen bezeichnet. Neben der Aufklärung liegt der Anwendungsbereich überall dort, wo der Einsatz für Menschen zu gefährlich ist, vor allem in Kriegsgebieten oder zur Entschärfung von Bomben.
Auch für den privaten Bereich gibt es seit den 2000er Jahren vermehrt Angebote von Telepräsenzrobotern.

## Bedeutung
Der Leiter des KI-Labors des MIT, Rodney Brooks wird in der Online-Ausgabe der „Financial Times“ folgendermaßen zum Thema zitiert:
„Die Telepräsenzroboter werden auf einen Gedanken hin unsere Wünsche erfüllen. Während wir vielleicht an einem bestimmten Ort physisch präsent sind, werden wir in der Lage sein, uns mental in ein Telepräsenzgerät und an einen anderen Ort zu projizieren, wenn wir dafür autorisiert sind. Alle, die diese Technologie nicht haben, werden sie bald haben wollen.“

## Darstellung im Film
Auch neuere Science-Fiction-Filme greifen den Gedanken von Telepräsenzrobotern stärker auf, wohingegen früher eher das Bild von selbstgesteuerten, intelligenten Robotern vermittelt wurde. Beispiele sind die Titel Surrogates – Mein zweites Ich und Avatar – Aufbruch nach Pandora.